# Miroslav Kokoška
Miroslav Kokoška (19. července 1944 Praha – 13. května 2005 tamtéž) byl český hráč na marimbu a hudební skladatel.

## Život
Vystudoval obor bicích nástrojů na konzervatoři v Praze (prof. Stanislav Hojný), později vystudoval také skladbu (prof. Alexej Fried a Hanuš Bartoň). Začínal jako perkusionista v symfonických i tanečních jazzových orchestrech. Na marimbě běžně užíval současnou hru čtyřmi paličkami, arpeggia nebo trojhlasé vedení melodických linií. Inspiroval se v této oblasti klavírní i kytarovou technikou (byl výborný pianista). Postupně se přenesla jeho aktivita do oblasti virtuózní sólové hry a do sféry komorní hudby. V roce 1980 založil Pražské marimbové trio (se Štěpánem Rakem na kytaru a Jaroslavem Svěceným na housle).

## Dílo
Někteří kritikové jej nazývají „Paganinim marimby“. Renomovaní skladatelé (např. Petr Eben, Boris Čajkovský, Jiří Pauer) pro něj napsali svá díla. Jako sólista vystupoval s předními českými symfonickými i komorními orchestry, hrál na festivalu Pražské jaro, účinkoval v řadě cizích zemí. Pro svůj nástroj vytvořil, mimo jiné, tři koncerty. V roce 1994 koncert pro marimbu, sólové housle a komorní orchestr (též úpravy pro sólvou flétnu a orchestr, později úprava pro marimbu, housle, kytaru a orchestr - trojkoncert), v roce 1998 koncert pro marimbu, sólovou trubku a smyčce, v roce 2000 koncert pro marimbu, sólový hoboj a smyčce. Jeho hudba oplývá melodickým bohatstvím, sugestivní barevností a rytmicky bohatým předivem[zdroj?]. Dýchá vlídností i zamyšlením, spontánností i radostnou energií[zdroj?].